# Thysanostigma
Thysanostigma, biljni rod iz porodice primogovki smješten u podtribus Graptophyllinae, dio tribusa Justicieae, potporodica Acanthoideae. Sastoji se od 2 vrste, jedne iz Tajlanda i druge sa Malajskog poluotoka Tipična je Thysanostigma siamense J.B.Imlay 

## Opis
Polugrmovi iz vlažnog tropskog bioma.

## Vrste
1. Thysanostigma odontites (Ridl.) B.Hansen, Selangor, Johor, Perak
2. Thysanostigma siamense J.B.Imlay